# Kulturno društvo Bošnjaka Hrvatske Preporod
Kulturno društvo Bošnjaka Hrvatske Preporod (KDBH Preporod), središnja je kulturna ustanova Bošnjaka u Hrvatskoj.

## Povijest
Preporod je u Hrvatskoj osnovan u svibnju 1991. godine, predstavlja nasljednika tradicije i kontinuiteta djelovanja ranijih bošnjačkih kulturnih društava u Hrvatskoj: Kulturnog društva Muslimana Hrvatske Preporod, Narodne uzdanice i Gajreta.
Ciljevi Preporoda u Hrvatskoj su čuvanje, afirmiranje i unaprjeđivanje nacionalnog i kulturnog identiteta bošnjačkog naroda na područjima kulturnog, znanstvenog, umjetničkog, glazbenog, folklornog i drugog duhovnog stvaralaštva, prvenstveno u Hrvatskoj, te skrbništva o potpunoj integraciji Bošnjaka u sve sfere društvenog i javnog života u Hrvatskoj, posebno u kulturi, umjetnosti, znanosti i medijima.

## Predsjednici
| #  | ime                     | u uredu | u uredu |
| -- | ----------------------- | ------- | ------- |
| 1. | Ibrahim Kajan(r. 1944.) | 1991.   | 2001.   |
| 2. | Senad Nanić(r. 1966.)   | 2001.   | 2014.   |
| 3. | Ervin Jahić(r. 1970.)   | 2014.   |         |

## Vanjske poveznice
- Službene stranice  Arhivirana inačica izvorne stranice od 10. prosinca 2019. (Wayback Machine)